# Wilhelm Behringer (Richter)

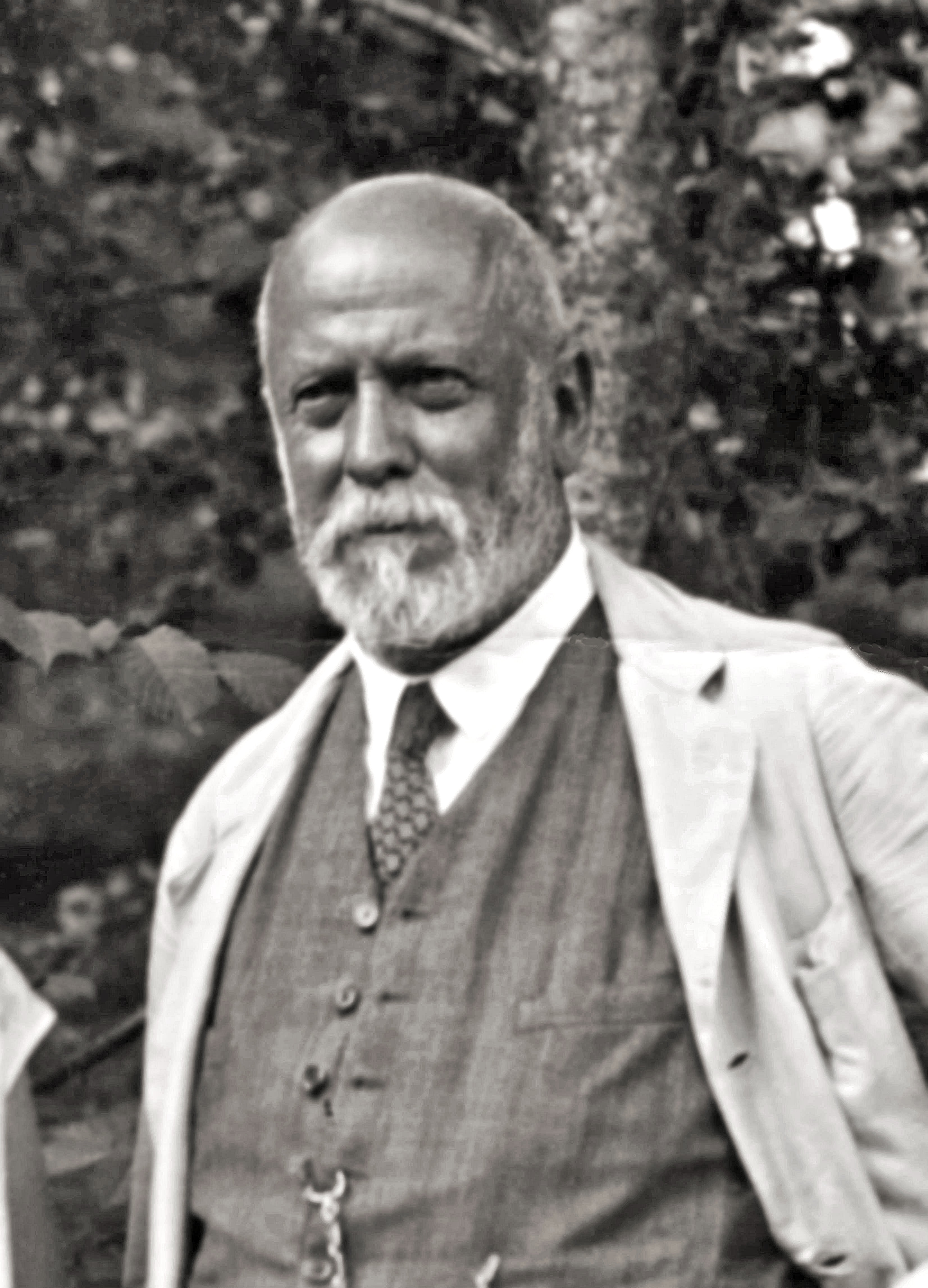
Wilhelm Behringer

Wilhelm Behringer (* 11. Dezember 1853 in Oberschönegg; † 18. Juni 1931 in Oberaudorf) war ein deutscher Richter.

## Leben
Wilhelm Behringer war ein Sohn des Forstbeamten Johann Baptist Behringer aus Babenhausen (Schwaben) und seiner Ehefrau Franziska geb. Wiedemann aus Unterirsingen (Zollhaus). Er studierte Rechtswissenschaft an der Ludwig-Maximilians-Universität. Am 12. November 1872 renoncierte er beim Corps Suevia München. Im Sommersemester 1873 trat er aus unbekannten Gründen wieder aus. Zum 100. Stiftungsfest der Suevia wurde ihm am 26. Juli 1903 das Band verliehen. Er war seit Mai 1880 verheiratet mit Lina geb. Wagner († 1929). 1876 vereidigt, wurde der Bayer III. Staatsanwalt (1882), Amtsrichter (1884) und II. Staatsanwalt (1889). Er wurde 1893 zum Landgerichtsrat, 1899 zum I. Staatsanwalt und 1902 zum Landgerichtsdirektor ernannt. 1903 kam er in den I. Strafsenat des Reichsgerichts. Nach 20 Jahren trat er im Dezember 1923 als 70-Jähriger in den Ruhestand.
Einer neueren Veröffentlichung zufolge galt Wilhelm Behringer als „jüdischer Jurist“. In seinem Corps ist dazu nichts bekannt. Aus dem Kirchenbuch der Pfarrei Dietershofen bei Babenhausen, in der er katholisch getauft wurde, geht hervor, dass seine Eltern aus katholischen Familien stammten. Auch seine Ehefrau war katholisch, und die Eheleute Behringer wurden in St. Ludwig (München) nach katholischem Ritus kirchlich getraut. Wilhelm Behringers Taufpate und Trauzeuge war sein Onkel Wilhelm von Behringer, ein jüngerer Bruder seines Vaters. Die Kirchenbücher, in denen Wilhelm Behringers Taufe und kirchliche Trauung registriert wurden, sind über verschiedene Portale online abrufbar.